# ノーマン・ラスムッセン

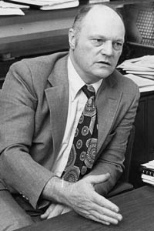
ノーマン・C・ラスムッセン

ノーマン・C・ラスムッセン(Norman Carl Rasmussen、1927年11月12日 - 2003年7月18日）はアメリカ合衆国の物理学者。専門はガンマ線のスペクトル分析。彼にとっては専門外であったアメリカ原子力委員会（AEC）から付託された『原子炉安全性研究』の報告書いわゆるラスムッセン報告（en:WASH-1400）の主査として知られる。

## 経歴
彼は1927年にペンシルヴェニア州で生まれ、マサチューセッツ工科大学に入学・卒業後、同大大学院教育に進学して1956年同大の物理学講師を経て、1958年に同大教授に就任。1975年10月30日、ミニットマン (ミサイル)の信頼性評価・安全性解析を目的として米空軍が使用したフォルトツリー解析を適用した『原子炉安全性研究』の報告書『原子炉安全性研究―アメリカ商業用原子力プラントにおける事故の危険性の評価』いわゆるラスムッセン報告最終版を提出。その功績で1985年にエンリコ・フェルミ賞を受賞。
彼のラスムッセン報告によれば、原子力発電所における大規模事故の確率は、原子炉1基あたり10億年に1回で、それはヤンキースタジアムに隕石が落ちるのを心配するようなものであるとされていた。
しかしながら原子炉安全性研究の進行中から、『憂慮する科学者同盟』（en:Union of Concerned Scientists）やハロルド・ルイス（en:Harold Lewis、カリフォルニア大学）を主査とするレビューグループによる批判や反論がなされていたが、1979年1月19日にAECの業務を引き継いだアメリカ合衆国原子力規制委員会(NRC)は支持撤回を発表した。さらに同年3月28日スリーマイル島原子力発電所事故が起き、これが何より具体的で誰にも解りやすいラスムッセン報告への強力な反論となった。

## 注
1. ↑  経済産業省 世界から見た原子力安全・保安院
2. ↑  THE RISKS OF NUCLEAR POWER REACTORS — A Review of the NRC Reactor Safety Study, WASH-1400 (NUREG-75/014), UNION OF CONCERNED SCIENTISTS(UCS), CAMBRIDGE, MASSACHUSETTS, AUGUST 1977
3. ↑  Risk Assessment Review Group Report to the U. S. Nuclear Regulatory Commission, Lewis, H. W.; Budnitz, R. J.; Rowe, W. D.; Kouts, H. J. C.; von Hippel, F.; Loewenstein, W. B.; Zachariasen, F., Nuclear Science, IEEE Transactions on Volume: 26 , Issue: 5, Digital Object Identifier: 10.1109/TNS.1979.4330198, Publication Year: 1979 , Page(s): 4686 - 4690